# Kanton Mulhouse-Sud
Mulhouse-Sud is een voormalig kanton van het Franse departement Haut-Rhin. Het kanton maakte deel uit van het arrondissement Mulhouse tot op 22 maart 2015 de toenmalige kantons van Mulhouse werden opgeheven en de stad over drie nieuwe kantons werd verdeeld. De gemeenten Galfingue, Heimsbrunn en Morschwiller-le-Bas werden hierbij opgenomen in het op die dag gevormde kanton Kingersheim en de gemeenten Bruebach, Brunstatt, Didenheim, Flaxlanden en Zillisheim in het eveneens op die dag gevormde kanton Brunstatt.

## Gemeenten
Het kanton Mulhouse-Sud omvatte de volgende gemeenten:
- Bruebach
- Brunstatt
- Didenheim
- Flaxlanden
- Galfingue
- Heimsbrunn
- Morschwiller-le-Bas
- Mulhouse (deels, hoofdplaats)
- Zillisheim